# Švapska djeca
Švapska djeca (Schwabenkinder) ili Šešir-djeca (Hütekinder) je naziv za djecu iz siromašnih seljačkih obitelji Alpske Austrije i Švicarske koja su se odvodila na sezonski rad na farmama u Njemačkoj (Švapskoj).Uzimala su se u proljeće i dovođena na dječje tržište,uglavnom u Gornju Švapsku gdje bi ih farmeri kupovali za sezonu. Njihovo korištenje je počelo od 17. a posebno je bilo popularno u 19. stoljeću.
Marširati preko Alpa u Njemačku pokazalo vrlo teško. Djeca su se često bila u opasnim situacijama kad su se mogla smrznuti do smrti ili da ih je ubila lavina. Obično je njihov vodič bio svećenik, koji je također bio odgovoran osigurati djeci toplu staju za spavanje.
Nisu marširali u malim, nego u velikim, organiziranim skupinama od nekoliko tisuća djece. Vodiči su skupine prebacivali preko snijegom pokrivenih planina, često još uvijek odjevene samo u krpe. Nije bilo neuobičajeno uzimati i djecu od 5-6 godina.
Američki tisak počeo je u 1908. kampanju opisujući slučaj "švapske djece", opisuje dječje tržište u Friedrichshafenu kao "jedva prikriveno tržište robova".
Dječja tržišta su ukinuta u 1915, ali trgovina švapskom djecom nije u potpunosti nestala sve dok na kraju 1921. nije uvedeno obvezno školovanje za stranu djecu u Württembergu.